# Пинчук, Андрей Михайлович
Андре́й Миха́йлович Пинчу́к (27 июля 1913 — 24 декабря 1944) — советский военнослужащий, майор, участник Великой Отечественной войны. Герой Советского Союза (28 апреля 1945 года) (посмертно).

## Биография
Пинчук А. М. родился в деревне Рассвет в крестьянской семье. Белорус. После окончания семи классов Паричской средней школы работал заведующим магазином, а затем старшиной сельпо Октябрьского райпотребсоюза. В Красной Армии служил в 1935—1938 годах и вновь с июня 1941 года.
Участвовал в Великой Отечественной войне с июня 1941 года. Воевал на Западном, Юго-Западном, Южном, Воронежском и 2-м Украинском фронтах. В 1944 году окончил 2 курса Военной академии бронетанковых и механизированных войск и вернулся на фронт.
Гвардии майор Пинчук командовал танковым батальоном 27-й гвардейской отдельной танковой бригады (27-я армия) на 2-м Украинском фронте. 20 августа 1944 года в ходе Ясско-Кишинёвской операции его подразделение прорвало оборону противника северо-западнее города Яссы, открыв тем самым путь для наступления 6-й танковой армии.
Перейдя через Южные Карпаты, танковый батальон Пинчука в ходе Дебреценской и Будапештской операций вышел на подступы к Будапешту. 5 декабря 1944 года танкисты прорвали оборона врага северо-восточнее венгерской столицы, и, преодолев труднопроходимую местность, вышли к Дунаю. За период с 5 по 24 декабря батальон под командованием гвардии майора А. М. Пинчука нанёс врагу большой урон как в боевой технике, так и в живой силе: было уничтожено 8 танков, 77 пушек, 195 пулемётов, 64 миномёта. 24 декабря 1944 года Пинчук погиб в бою. 28 апреля 1945 года Пинчуку А. М. было присвоено звание Героя Советского Союза (посмертно).
Первоначально А. М. Пинчук А. М. похоронен в городе Ясберень на площади Апонь. Позднее был перезахоронен в городе Балта Одесской области.

## Награды
- Герой Советского Союза (28 апреля 1945 года).
- Орден Ленина.
- Три ордена Красного Знамени.
- Орден Отечественной войны I степени.

## Память
- Именем Пинчука А. М. была названа улица в его родной деревне Рассвет[2].
- В Паричах на здании средней школы была установлена мемориальная доска (2006)[3][4]. Скульптор — А. Кострюков[5].
- Стела с барельефом А. М. Пинчука на Аллее Героев в г. п. Октябрьский (Гомельская область).